# 日本占領時期のフィリピン
日本占領時期のフィリピン（にほんせんりょうじきのフィリピン）では、第二次世界大戦中の1942年から1945年に大日本帝国がフィリピン・コモンウェルスを占領した出来事について扱う。

## 概要
フィリピンへの侵攻は真珠湾攻撃の10時間後、1941年12月8日に始まった。真珠湾と同様にアメリカの航空機が最初の日本による攻撃で深刻な被害を受けた。アメリカの太平洋艦隊は上空援護を得られず1941年12月12日にジャワ島に撤退した。ダグラス・マッカーサーは1942年3月11日の夜に軍隊を残したままコレヒドール島を去り、4,000 km離れたオーストラリアへ向かった。
置き去りにされた7万6000人のアメリカ軍・フィリピン軍の人々は1942年4月9日に降伏し、バターン死の行進に7000 - 10000人が命を落とした。コレヒドールにいた1万3000人の生存者は5月6日に降伏した。
降伏までの3年以上にわたり、日本はフィリピンを占領した。フィリピンの抵抗軍による効果の高いゲリラ戦闘により、大部分はジャングルや山岳地帯であるが島の60パーセントを支配していた。マッカーサーは潜水艦で配給し、援軍と将校を派遣した。アメリカがフィリピンを1947年に独立させる保証をしていたため、日本軍の「アジアの解放」という大義名分は、インドネシアやマレーシアとは異なり、フィリピン人には歓迎されなかった。また、日本人が多くのフィリピン人を細々とした部分の労働まで強いて、フィリピン人はアメリカに対して忠実な態度をつづけた。
マッカーサーは1944年10月20日にフィリピンに戻るという約束を守った。レイテ島の戦いには700隻の船と17万4000人の勢力が同行した。1944年12月までに、レイテ島とミンドロ島から日本人兵士は撤退した。

## 背景
日本は真珠湾攻撃の10時間後、1941年12月8日にフィリピンへの攻撃を開始した。最初の航空爆撃の後、マニラの南北両方に地上部隊が上陸した。フィリピンの防衛軍やアメリカの軍隊はマッカーサー将軍の指揮の下にあった。彼はその年の初頭にアメリカ陸軍に現役で召集され、アジア太平洋地域のアメリカ軍の指揮官に指名されていた。彼の指揮する航空機は破壊され、海軍は撤退を命じられた。さらに太平洋地域の情勢のために、陸軍の強化と補給は不可能であった。優勢による圧を前にして、防衛軍はマニラ湾の入り口にあるバターン半島とコレヒドール島に撤退した。マニラは破壊を防ぐために開放都市宣言を行い、1942年1月2日に日本により占領された。
フィリピンの防衛は1942年4月にバターン半島で、5月にコレヒドール島で米比軍が最終的に降伏するまで続いた。バターンで日本人により拘束された8万人の捕虜の大半は悪名高い「バターン死の行進」により北側の105キロ離れた収容所に行くことを強制された。数千人が病気や栄養失調により衰弱し、捉えた者たちによりひどい扱いを受け、目的地に到着する前に亡くなった。ケソンとオスメニャはコレヒドールに向かう部隊と一緒になり、後にアメリカへ向かいそこで亡命政府を樹立した。マッカーサーはオーストラリアへ向かい、フィリピンへ戻ることを計画し始めていた。

## 占領

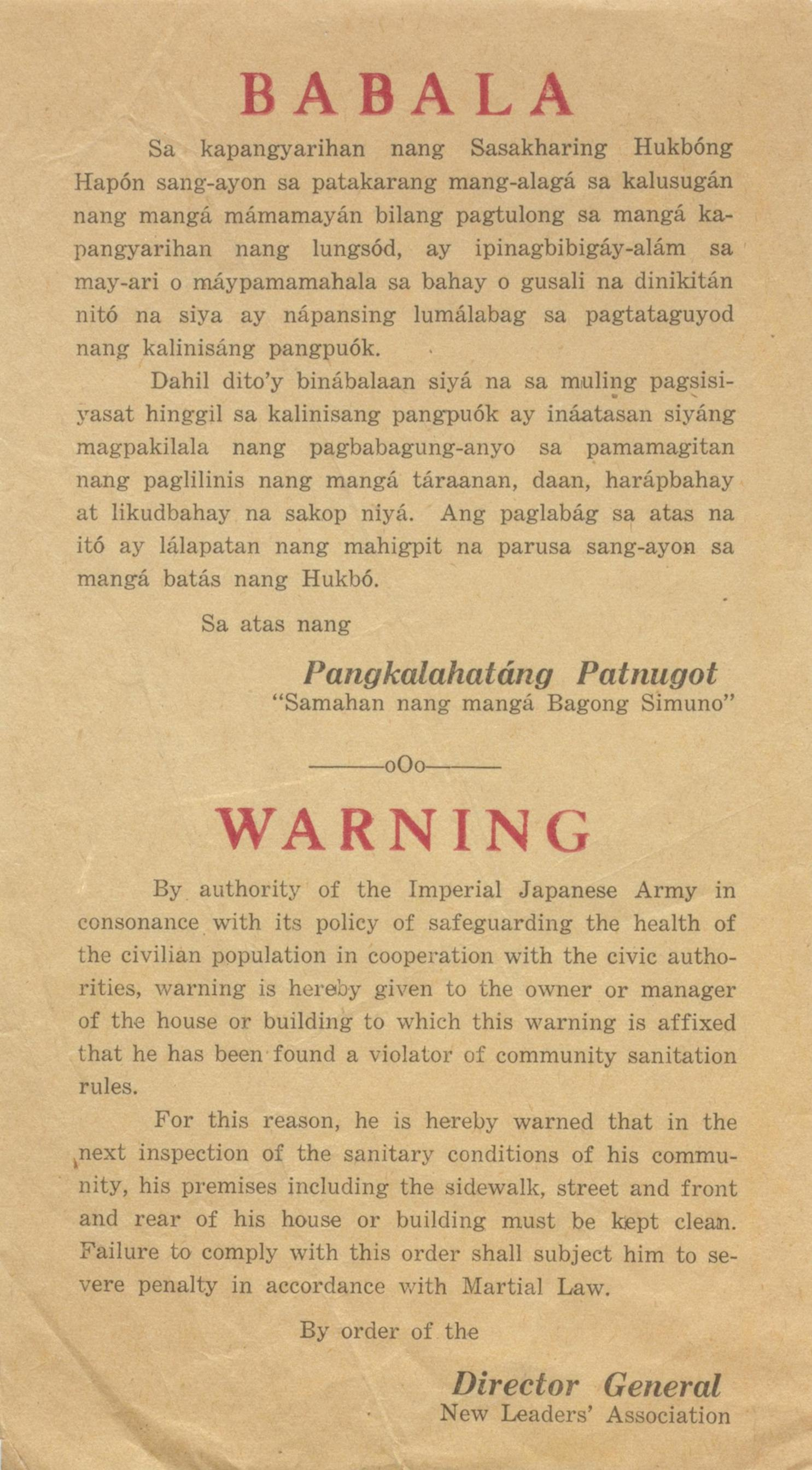
地元住民に対して出された、建物を衛生的に保つか処罰を受けるかという警告

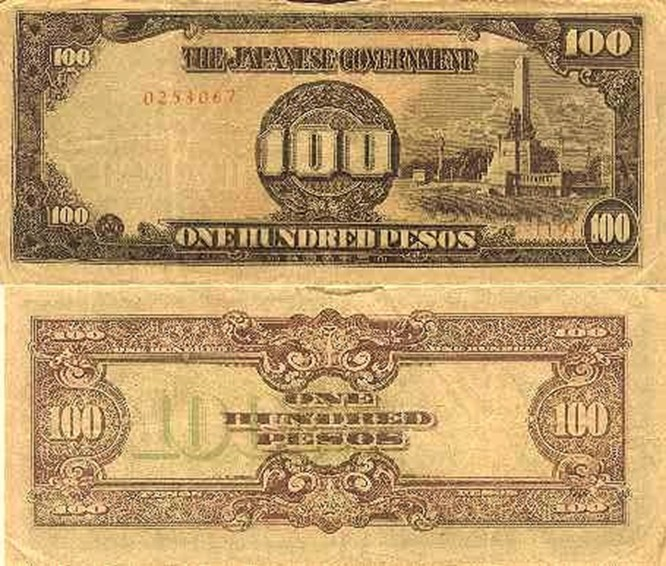
占領中に日本軍により作られた100ペソ紙幣

日本軍当局はすぐにフィリピンで新たな政府構造の編成を始めた。日本は占領後に島の独立を約束したにもかかわらず、独立した共和国と宣言する1943年10月まで、民事を指揮する国務院を組織した。フィリピンのエリートのほとんどは、わずかな例外を除いて日本人の下で働いた。傀儡の共和国はホセ・ラウレル大統領に率いられた 。傀儡政権でのフィリピンの協力はホルヘ・B・ヴァルガスのもとで始められた。彼はケソンがマニラを出発する前に、大マニラの市長としてケソンにより指名されていた。占領中に許された唯一の政党は日本が組織したKALIBAPIであった。占領中、ほとんどのフィリピン人はアメリカに忠実なままであり、降伏した連合軍 と民間人に対する日本軍による戦争犯罪が文書化された。
フィリピン全土では1000人以上の女性（中には18歳未満の者もいた）が占領中の日本軍のための売春婦である「慰安婦」になった。占領中のフィリピンの日本軍施設には女性が拘束された場所があり、「慰安所」と呼ばれていた。これらの場所の1つにBahay na Pulaがある。

### 抵抗
日本軍によるフィリピン占領は積極的で成功した地下及びゲリラの活動に対抗され、その活動は年々増加しついには国の大部分を占めた。これらのゲリラに対抗するのは日本人で作られたBureau of Constabulary（後に第二共和国時代に古い警察隊を名乗っている） 憲兵、マカピリであった。戦後の調査では約26万人がゲリラ組織に所属し、反日の地下部隊はそれよりも多くいたことが分かっている。そのことは終戦までに日本が48の州のうち12の州しか支配できていないということでもあった。
フィリピンのゲリラ活動は、それに対する日本軍の戦闘にもかかわらず増え続けた。ルソン島と南の島々でフィリピン人は様々な集団に加わり、日本軍と戦うことを誓った。これらの集団の指揮官は互いに接触し、誰がどこを担当していたかを議論し、アメリカ軍が島へ戻ってくる支援をする計画を策定し始めた。彼らは重要な情報資料を集め、それを米軍に秘密裏に流した。流すのに何か月もかかることもあった。マッカーサーはゲリラを支援する内密の作戦を作成した。彼は海軍少佐チャールズ・"チック"・パーソンズに銃、ラジオ、物資を潜水艦で密輸させた。ゲリラは次々に武器や爆発物の積み荷を積み上げ、日本の通信ラインを妨害し、日本軍を後方から攻撃することによりマッカーサーの侵入を支援する計画を作成した。
降伏を拒否したU.S. Armed Forces in the Far East (USAFFE)から市民軍まで群島全体に作られた様々なゲリラ勢力は、当初侵略により起きた混乱で引き起こされた略奪行為に対抗するために組織された。ビサヤ諸島のいくつかの島にはパナイ島のMacario Peralta大佐、ボホールのIsmael Ingeniero少佐、ネグロス島のSalvador Abcede などのフィリピン人将校の率いるゲリラがあった。日本占領の中心地から最も遠いミンダナオ島には、3万8000人のゲリラがおり、最終的にはアメリカの土木技師の大佐Wendell Fertigの指揮の下、統合された
。FertigのゲリラにはWilliam F. Sharp少将の下ミンダナオに派遣された多くのアメリカとフィリピンの軍隊が含まれていた。WainwrightがSharpの軍に降伏を命じたとき、この命令に従うのがいいと考えた。多くのアメリカやフィリピンの将校の多くは、現在脅迫される可能性のある捕虜であるWainwrightに、Sharpに命令を出す権限はないと考えていたため、降伏するのを拒否した。いくつかの理由により何人が降伏しなかったかは不明であるが、おそらく100から200人のアメリカ人がFertigのゲリラとなった。新たなフィリピンの新兵の名前は意図的に降伏する人物リストから除外された。他のケースでは、実際にSharpの下にいる人よりも少ない人数を報告するように文書が作成された。逃げたのちに様々な理由で死んだ部隊もあれば、ミンダナオを完全に去ったものもあった。
中央ルソン島地域の1つの抵抗団体はフクバラハップ(Hukbo ng Bayan Laban sa Hapon)として知られ、1939年より共産党員であったルイス・タルクの指導の下1942年初頭に組織された。フクバラハップは約3万人に武器を与え、ルソン島の一部に支配をのばした。しかし、ルソン島では日本軍の配備が厳重で、アメリカ軍に率いられたゲリラ部隊を攻撃するフクバラハップなど様々なグループの内紛が起きていたため、そこでのゲリラ活動は妨害を受けていた。
装備不足、難しい地形、未発達のインフラによりこれらの団体の調整はほぼ不可能であり、1942年の数か月間にフィリピンの抵抗軍は接触を全て失った。1942年11月に、再結成されMacario Peraltaに率いられたパナイ島の第61師団がオーストラリアのUSAFFE司令部と無線連絡を確立することで、通信が復活した。
これによりフィリピンの日本軍に関する情報をSWPA司令部へ送ることや、かつて散在していたゲリラ活動を統合し、ゲリラが戦争を手助けすることを可能にした。
ゲリラ活動を援助するために、潜水艦による供給と無線機が増加した。レイテ侵攻の時までに、4艘の潜水艦が物資の運搬のみを行っていた。
他のゲリラ部隊はSWPAに派遣され、群島全体で活動した。これらの部隊の一部は、ゲリラ行為を開始するために指示された降伏前の部隊に直接関係するか、編成されていた。この一例としては第26騎兵隊のTroop Cが挙げられる。収容所から日本軍に解放された元フィリピン陸軍、フィリピン偵察部隊で構成されているゲリラもあった。アメリカ人、降伏後に逃げるもしくは降伏しなかった軍人や民間人、初めから自分たちの小さな部隊を結成していたフィリピン人、キリスト教徒、モロを合わせたものもあった。Wendell Fertig大佐はミンダナオ島で、日本に対し抵抗するだけでなく島全体で頻繁に開かれる完全な政府を組成するこのような集団を組織した。いくつかのゲリラ部隊には後に物品を運んだアメリカの潜水艦に援助され、難民と負傷者を避難させ、5217th Reconnaissance Battalion やAlamo Scouts などの人や部隊全体の避難もさせていた。
終戦までにそれぞれ26万715人の個人からなる277のゲリラ部隊が抵抗運動で戦った。抵抗運動の選ばれた部隊は、フィリピン陸軍、警察隊として再編成される予定であった。

## 占領の終わり
マッカーサーが1944年後半に軍とともにフィリピンに戻ったとき、情報を十分に受け取った。マッカーサーが戻るまでには日本人の副官が朝食で何を食べたかとどこで髪を切ったかを知っていたと言われている。しかし、帰還は簡単ではなかった。大本営はフィリピンを最終防衛線とし、アメリカの日本進出を止めることを決定し、使える兵士、航空機、海軍船舶をすべてフィリピンの防衛に送った。神風特攻隊は特にフィリピンを守るために作られた。レイテ沖海戦は日本軍にとっては惨事に終わり、第二次世界大戦最大の海戦となった。フィリピンを再び奪取する運動は太平洋戦争で最もひどい運動となった。ゲリラが集めた情報により災害を回避し、山下奉文がマッカーサー軍を拘束する計画をしていることを暴露し、解放軍を日本の要塞に導いた。
マッカーサーの連合軍は1944年10月20日にレイテ島に上陸し、同年8月1日に亡くなったケソンの死後に連邦議会の議長に就任したオスメニャも同行した。その後はミンドロ島やルソン島西側のリンガエン湾周辺にも上陸し、マニラへの進出が始まった。フィリピン・コモンウェルスは復興した。戦闘は激しく、特に日本軍が撤退したルソン島の北部の山々や、日本軍が最後の抵抗を行ったマニラは特にひどかった。フィリピン・コモンウェルス軍と公認のゲリラ戦闘部隊は最終攻撃のためにいたるところで立ち上がった。フィリピンのゲリラもまた、解放運動に大きな役割を果たした。規則的に編成されたアメリカの部隊に代わったり、大隊や連隊の大きさのゲリラ部隊はアメリカ陸軍部隊を補佐した。さらに、協力的なフィリピンの人々は供給、建設、民政の問題を緩和し、国を取り戻すための連合軍の任務を軽減した。
戦闘は1945年9月2日に日本が正式に降伏するまで続いた。フィリピンは終戦までに多くの人命の喪失と甚大な物理的破壊を被った。様々な理由により推定100万人以上のフィリピン人が死亡した。これらのうち13万1028人は72の戦争犯罪により殺されたとされている。戦後数年して発表されたアメリカの分析によると、アメリカ人の死者は10,380人、負傷者は36,550人、日本人の死者は255,795人であった。
フィリピン人の死者数は公式で数えられたものはないが、100万人以上と推定され、当時の人口と比べると驚くべき割合であった。日中戦争から太平洋戦争までの15年間の戦争で死亡した日本人の数は約310万人であり、当時の日本の人口は約7,200万人であるから、日本人の約4%が死亡したことになる。一方、フィリピンの当時の人口は約1,600万人であり、そのうち約100万人以上が死亡し、その比率は約7%となり、人口比では日本の2倍近くになる。フィリピンの人口は、病気の流行と基本的な必需品の欠如によりその後5年間減少し続けた。

## 関連文献
- Agoncillo Teodoro A. The Fateful Years: Japan's Adventure in the Philippines, 1941–1945. Quezon City, PI: R.P. Garcia Publishing Co., 1965. 2 vols
- Hartendorp A. V.H. The Japanese Occupation of the Philippines. Manila: Bookmark, 1967. 2 vols.
- Lear, Elmer. The Japanese Occupation of the Philippines: Leyte, 1941–1945. Southeast Asia Program, Department of Far Eastern Studies, Cornell University, 1961. 246p. emphasis on social history
- Steinberg, David J. Philippine Collaboration in World War II. University of Michigan Press, 1967. 235p.
- 荒哲『日本占領下のレイテ島』東京大学出版、2021年。

### 一次資料
- Ephraim, Frank (2003). Escape to Manila: From Nazi Tyranny to Japanese Terror. University of Illinois Press. p. 220. ISBN 978-0-252-02845-8